# Gestiona Radio

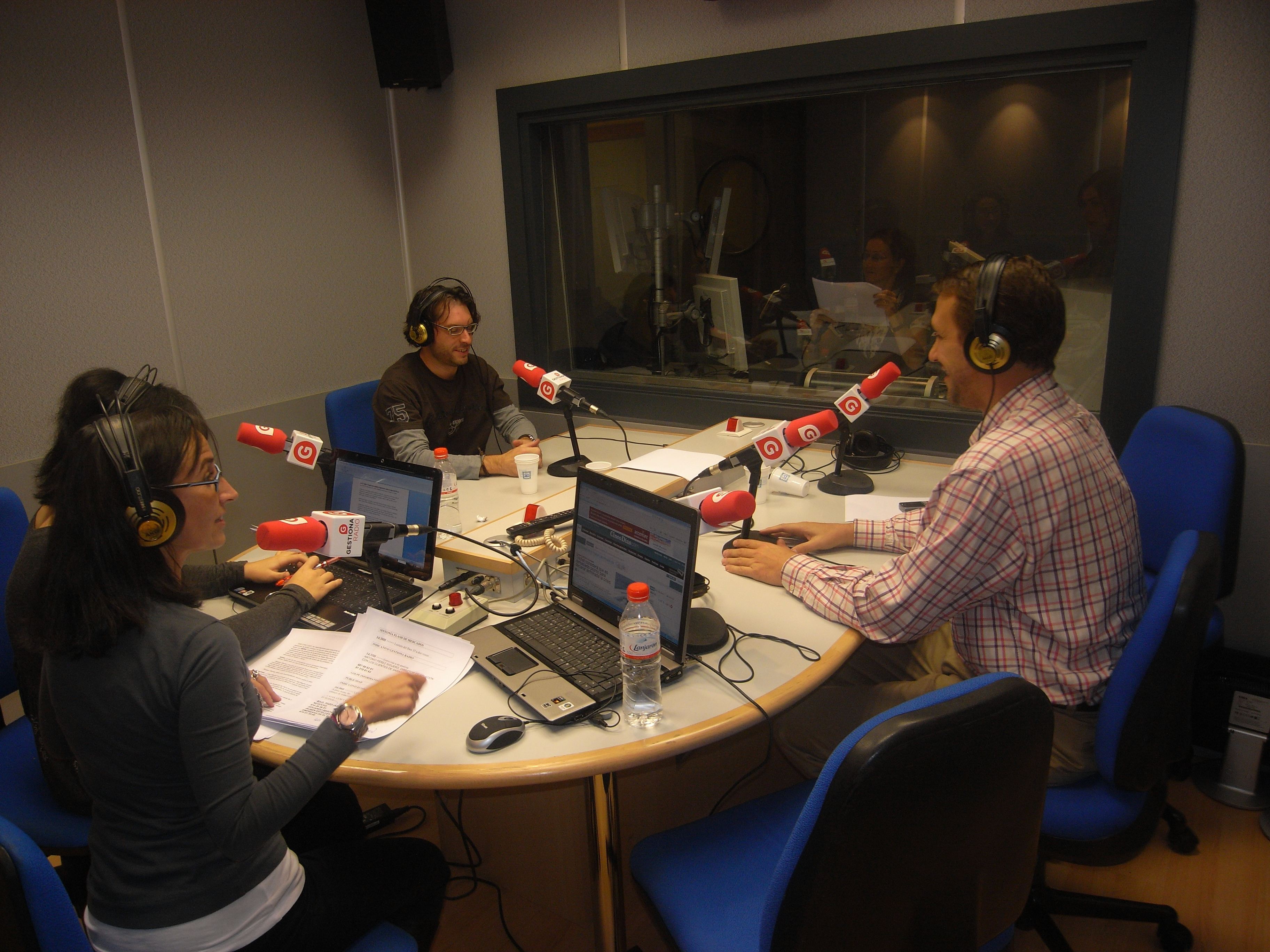
Estudio de Gestiona Radio

Gestiona Radio fue una cadena radiofónica española de contenido económico fundada en 2009 que finalizó sus emisiones el 1 de enero de 2019.

## Historia
Gestiona Radio surgió en Madrid el 13 de octubre de 2009 como un proyecto de Borja Nocito (experto comercial y consejero delegado de la cadena) y Borja Gutiérrez (director de contenidos), ambos provenientes de la emisora Intereconomía, para configurar una parrilla que fuese la herramienta de apoyo y consulta sobre temas económicos y financieros de las familias y empresas.
El Grupo COPE y Estrategias de Inversión se unieron en esta iniciativa tras casi un año de trabajo y preparación conjunta. Posteriormente, el 15 de septiembre de 2010, el Grupo COPE vendió su participación del 70% en Gestiona Radio a Borja Nocito y a Gonzalo Giráldez (nuevo director general), por 140.000 euros, por diversos objetivos comerciales del Grupo COPE, entre los que se encontraba la centralización en su propio producto en el entorno de la crisis económica.
Años más tarde, en 2015, el Grupo Gestiona lanzó una emisora llamada "Qué! Radio" en honor al diario del mismo nombre del cual el grupo es propietario. La emisora se funda con el objetivo de ser la oferta radiofónica alternativa de carácter musical. A partir de 2016 se comienza a rumorear con problemas económicos a raíz del desmantelamiento de la parrilla de la recién estrenada Qué!.
Finalmente, en diciembre de 2018 se confirmó el cierre y el 21 de este mes se le comunicó a todos los empleados de la emisora su despido. El último día de emisión real de la emisora fue el 26 de diciembre. Posteriormente y hasta su cierre la emisora emitió música del catálogo de su homóloga Qué! Radio, que también iba a finalizar su emisión. Finalmente la emisora central (Madrid) dejó de emitir el 28 de diciembre para dar paso a PlusRadio, una emisora local del norte de la Comunidad de Madrid. En el resto del país las emisoras asociadas continuaron la emisión hasta el 1 de enero.

## Frecuencias

### FM

#### Andalucía
- Sevilla: 102.7 FM (ahora Radio Intereconomía)

#### Andorra
- Andorra la Vieja: 95.0 y 98.1 FM

#### Aragón
- Zaragoza: 99.7 FM (ahora BOM Radio)

#### Asturias
- Gijón: 91.5 FM (ahora Capital Radio)

#### Canarias
- Güímar: 104.0 FM
- Las Palmas de Gran Canaria: 101.2 FM
- Puerto de la Cruz: 97.2 FM (ahora La Diez)
- San Cristóbal de La Laguna: 95.2 FM (ahora La Diez)
- San Miguel de Abona: 94.0 FM
- Santa Cruz de Tenerife: 88.5 y 104.0 FM (ahora La Diez)

#### Castilla-La Mancha
- Albacete: 102.2 FM (ahora BOM Radio)

#### Comunidad de Madrid
- Madrid: 108.0 FM (ahora Qué! Radio y hasta el 10 de mayo de 2020 fue PlusRadio, actualmente emite Rec Radio.

#### Comunidad Valenciana
- Benidorm: 91.2 FM (BOM Radio)
- Elche: 107.2 FM (Activa FM)
- Torrevieja: 107.3 FM (Onda Esencia Vega Baja)
- Valencia: 107.1 FM (Radio Intereconomía)

#### Galicia
- La Coruña: 107.2 FM

#### Región de Murcia
- Sierra de Carrascoy: 92.6 FM
- Cartagena: 101.5 FM (ahora Kandela Stereo)